# Lý Tế Xuyên
Lý Tế Xuyên (chữ Hán: 李濟川, ? - ?) là một danh sĩ sống vào khoảng cuối thế kỷ 13 đến đầu thế kỷ 14 trong lịch sử Việt Nam.

## Tiểu sử và tác phẩm
Sách vở biên chép về Lý Tế Xuyên rất ít, ngay cả quê quán của ông cũng ghi là chưa rõ.
Căn cứ vào lạc khoản ghi trong bài Tựa đề năm Khai Hựu (1329) ở sách Việt điện u linh (hay Việt điện u linh tập. Việt điện: đất nước Việt, u linh: thiêng liêng), thì lúc bấy giờ Lý Tế Xuyên đang giữ chức Thủ đại tạng thư Hỏa chính trưởng trung phẩm, Phụng ngự, An Tiêm lộ chuyển vận sứ thời vua Trần Hiến Tông (ở ngôi: 1329-1341, đặt niên hiệu là Khai Hựu) và là chuyển vận sứ lộ An Tiêm (Thanh Hóa).
Theo Đại Việt thông sử và Kiến văn tiểu lục của Lê Quý Đôn, Lịch triều hiến chương loại chí (Văn tịch chí) của Phan Huy Chú, thì Lý Tế Xuyên chính là tác giả của sách Việt điện u linh tập.
Cuốn sách này gồm 27 thiên, chia làm 3 mục (Nhân quân, Nhân thần, Hạo khí) kể về công tích 27 vị thần được thờ trong các đền miếu thời Lý -Trần. Sau, có nhiều người ở đời Hậu Lê ra công tục biên, thành ra sách có đến 4 quyển, gồm 41 truyện.

## Sách tham khảo
- Dương Quảng Hàm, Việt Nam văn học sử yếu. Trung tâm học liệu xuất bản (bản in lần thứ 10), Sài Gòn, 1068.
- Trần Văn Giáp, Tìm hiểu kho sách Hán Nôm (Tập 1 và Tập 2 in chung), Nhà xuất bản Khoa học Xã hội, Hà Nội, 2003.
- Nguyễn Đăng Na (chủ biên), Văn học thế kỷ X-XIV. Nhà xuất bản Khoa học Xã hội, Hà Nội, 2004.
- Nguyễn Phương Chi, mục từ "Việt điện u linh tập" trong Từ điển văn học (bộ mới). Nhà xuất bản Thế giới, 2004.
- Ngọc Hồ,Việt điệu u linh tập tục toàn biên. Nhà xuất bản Cửu Long, 1992.